# Nora Lee King
Nora Lee King (* 19. August 1909 in Selma, Alabama als Elenore Kingston; † 28. November 1995 in New York City) war eine amerikanische Blues- und Jazzsängerin. Zeitweilig trat sie auch als Bassistin auf. Sie nutzte eine Vielzahl von Pseudonymen, darunter Lenore King, Lenore Kinsey, Susan King und Susan Lenore King.

## Wirken
King war AllMusic zufolge in den 1930er und frühen 1940er Jahren recht bekannt, da sie vor allem den Blues mit Flair sang und eine unkomplizierte Beziehung zum Publikum entwickelte. Für Decca Records sang sie 1941/42 eine Reihe von Platten ein. 1942 arbeitete sie mit Leonard Feather und Dizzy Gillespie. 1944 nahm sie im Duo mit Mary Lou Williams den Titel „Until My Baby Comes Home“ auf.
Später arbeitete King zumeist mit ihrem Ehemann Lawrence Lucie zusammen, mit dem sie später auch eine Fernsehshow hatte, die wöchentlich im Kabel von Manhattan ausgestrahlt wurde. Als Komponistin gründete sie einen eigenen Musikverlag Kinlu Music, und in den frühen 1960er Jahren betrieb sie mit ihrem Mann ihr eigenes Plattenlabel Toy Records. In den 1980er Jahren tourten sie und ihr Mann mit der Harlem Blues and Jazz Band, mit der sie auch aufnahm, durch Europa und Amerika.